# 原口 (生物学)

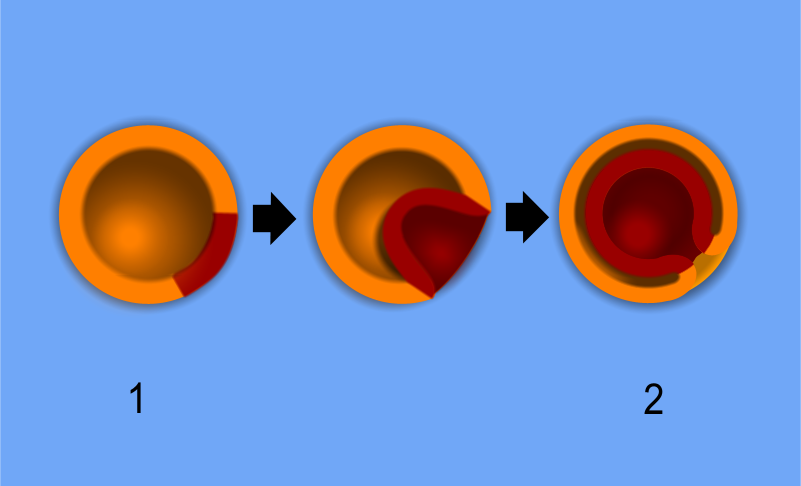
二胚葉動物の原腸陥入：（1）胞胚から（2）原腸胚の形成。外胚葉細胞（オレンジ）の一部は内側に移動して内胚葉（赤）を形成する。

原口（げんこう、英: blastopore、独: Urmund）は、胞胚において原腸胚形成中に形成される陥入部の入口部分をいう。
典型的には、胞胚は外側を一層の細胞に囲まれた中空の構造となる。この空洞を卵割腔という。次の段階として、この細胞層のうち植物極側から卵割腔に細胞層が陥入、あるいは動物極側の細胞層が植物極側を覆うように移動することで二重の細胞層を持つ胚が形成される。これが原腸胚（嚢胚とも）であり、内側の細胞層の内側が原腸となり、これが後に消化管に発達する。この原腸は植物極側で外部とのつながりを持ち、これが消化管の最初の口としての原口である。
動物の消化管は普通、口と肛門という2つの開口を持つ。原口はそのうちの1つなので、ほとんどの動物では反対側に新たな開口（原口が口ならば肛門、肛門ならば口）が作られることになるが、その際に原口がどちらになるかは動物の群によって決まっており、原口が口になるものを旧口動物（先口動物）、肛門になるものを新口動物（後口動物）という。扁形動物と刺胞動物と有櫛動物では消化管は途中で盲端（行き止まり）になっており消化管の出入り口は1つしかなく、これは原口に相当すると考えられる。すなわち、新口動物でも旧口動物でもないと言うことである。このような特徴は動物の系統を考える上で重視される。なお、人類は新口動物である。